# Iesu Communio

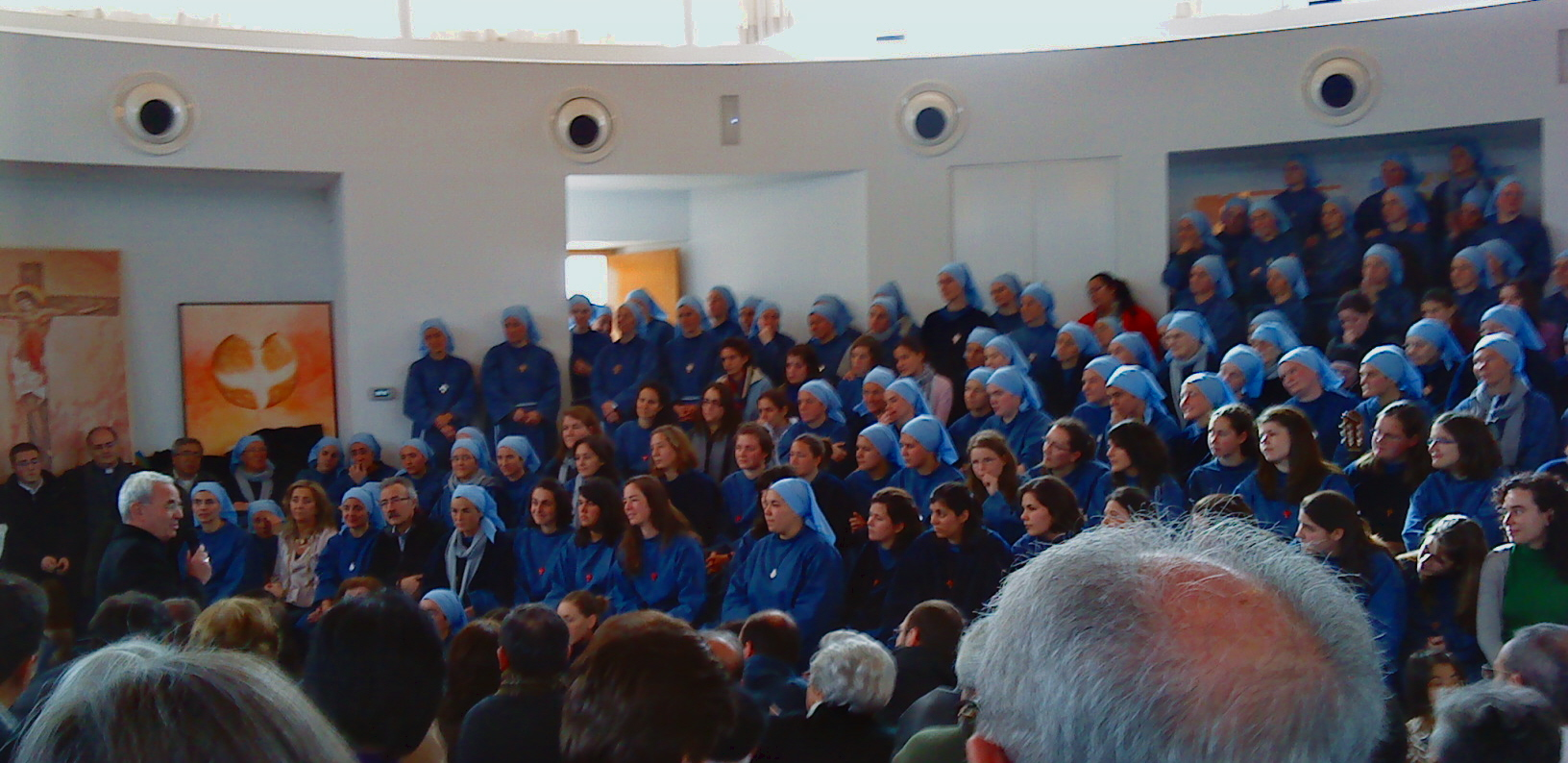
Una riunione di Iesu Communio

Iesu Communio (sigla I.C.) è un istituto religioso femminile di diritto pontificio.

## Storia
La congregazione fu fondata da María José Berzosa Martínez: nata nel 1965, nel 1984 abbracciò la vita religiosa tra le clarisse claustrali del monastero de la Ascensión del Señor a Lerma, prendendo il nome di Veronica. Madre Veronica divenne maestra delle novizie e poi badessa. Attratte dal suo carisma, numerose giovani (provenienti soprattutto da movimenti come Camino y Liberación e Cammino neocatecumenale) chiesero di entrare nel suo istituto.
La fondatrice e le sue seguaci si trasferirono in un nuovo monastero presso il santuario di San Pietro Regalado a La Aguilera, presso Burgos, iniziando una nuova forma di vita. L'istituto prese il nome di Iesu Communio e fu riconosciuto dalla Santa Sede l'8 dicembre 2010.

## Attività e diffusione
Le suore si dedicano alla vita contemplativa e all'evangelizzazione dei giovani.
La sede generalizia è a La Aguilera.
Alla fine del 2015 l'istituto contava 201 religiose.